# Графіт Прикарпаття
Графіт Прикарпаття

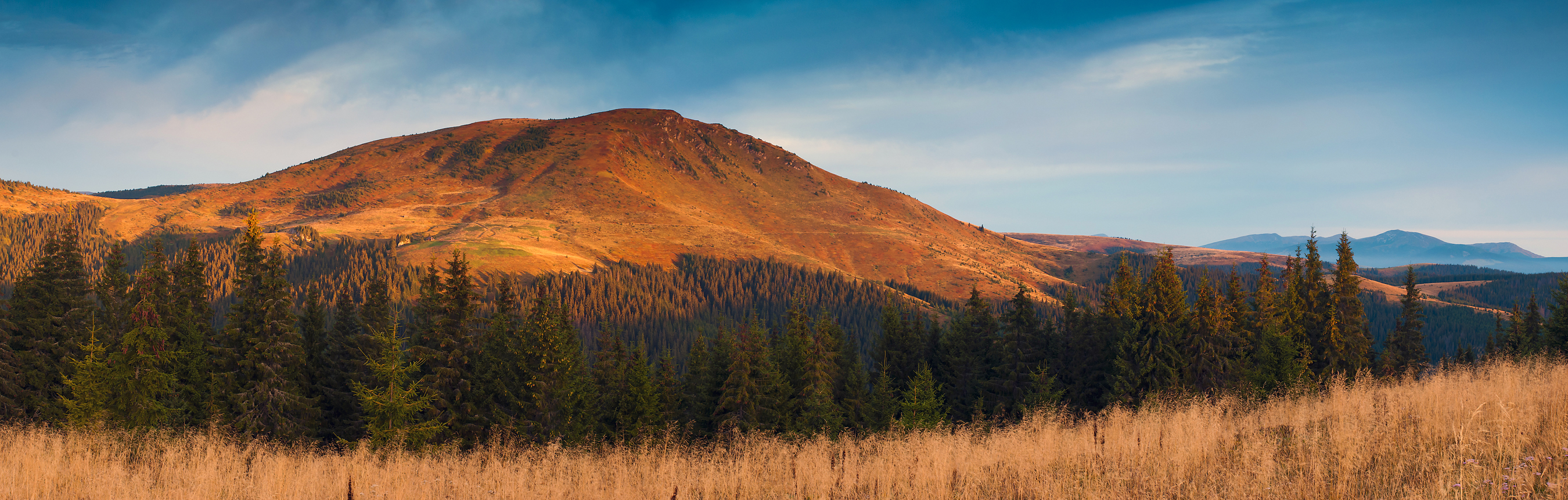
Гора Чивчин.

Родовища графіту в Карпатах зосереджені в Чивчинських горах, відкриті працівниками Львівського університету в 1927—1933 роках. За даними цих досліджень, графітові породи Чивчинських гір знаходяться в їх північно-західній частині на схилах Альбін та Попадинець, притока Чорного Черемошу, на висотах 1240—1480 м (струмок Альбін), 1689 м (схил г. Сулігула), 1769 м (г. Чивчин). Графіт тут входить до складу графітних сланців, що головним чином відмічені по структурах Альбін, та до кварцево-графітових порід, що утворюють смугу шириною біля 1,0—1,5 км, яка простягається від вершини гори Альбінець до р. Чорний Черемош протягом понад 11 км. В районі струмка Альбін відмічено понад 16 пунктів, що мають характер гнізд, лінз, шарів та приурочені до горизонту чорних кварцитів верхньої частини боєровської світи, з дуже змінною потужністю, що коливається від декількох см до перших метрів. Границі їх з вміщуючими чорними кварцитами досить нечіткі і характеризуються поступовими переходами. Особливості морфології рудних тіл і їхній склад обумовлені, напевно, будовою первинних вугільних пластів, які внаслідок процесів метаморфізму були перетворені в поклади графіту і графітових сланців.
За дослідами Ю. Токарського, графіт з покладів по струмку Альбін має напівметалевий блиск та дрібнолускову будову. Поруч з графітом тут зустрічаються кварц, бурий залізняк та дрібні кристали сірчаного колчедану.
Електропровідність чивчинських графітів досконало досліджував проф. С. Лорія, який отримав цифри електропровідності, в декілька разів вищі за електроопір кам'яного вугілля (платівка спресованого графіту товщиною 0,28 см з кількістю 70 % вуглецю виявила електроопір 107 Ом/см2).
Проведені рентгенографічні дослідження чивчинських графітів показали, що вони відрізняються від звичайних графітів, займаючи за своєю будовою проміжне положення між графітами і графітизованим вугіллям. У зв'язку з тим, що хімічні аналізи чивчинського графіту показали в ньому, окрім 97,0 % вуглецю, ще 3 % водню та 0,2 % азоту, а також, враховуючи особливі структури та електропровідності чивчинського графіту, Ю. Токарський вважав його новим мінералом і пропонує нову назву крейцит.
В зв'язку із великою кількістю домішків в графітах і графітовміщуючих породах Ю. Токарським були виконані дослідні роботи по збагаченню графіту із метою отримання придатного для промислових цілей продукту. Були виконанні методи подрібнення і просіювання порід із подальшою обробкою в кислотах. Найкращі результати були отримані при флотації подрібненого продукту з чотирьох бромистим ацетиленом з питомою вагою 2,5. В результаті був отриманий продукт на 100 % складений із графіту з питомою вагою 1,722 і складом С≈97 %, Н=3%, N=0,2 %.
Графіт Чивчинських гір знаходиться в важкодоступній гірській місцевості, майже не зв'язаній шляхами, частково вивчений лише з технологічного боку, його якість та можливості використання промисловістю майже не вивчені, як з боку кількості запасів так і умов залягання самих родовищ.
Професор Ю. Токарський для однієї площі, верхів'ях струмка Альбін (2 км2), оцінює ресурси в 1 млн т графіту сирцю. Так само він вказує товщину для деяких лінз та гнізд графіту по струмку Альбін від 0,4 до 2,5 м.
Всі ці родовища і прояви графіту в Чивчинських горах потребують подальшого вивчення.
Проте, Україна забезпечена запасами графіту, розвідано 5 великих родовищ. Тому роботи по оцінці графітів Чивчин можуть бути проведені лише при Державній геологічній зйомці чи при пошукових роботах на рудні корисні копалини.